# Agrale Marruá
Marruá («Дикий бык») — семейство четырёхколесных транспортных средств общего назначения, производимых компанией Agrale в Кашиас-ду-Сул, штат Риу-Гранди-ду-Сул, Бразилия. Был разработан в начале 2000-х годов для замены устаревающих джипов и других машин, находящихся на вооружении Бразильской армии. Также был принят на вооружение несколькими другими армиями стран Южной Америки и используется в миротворческих миссиях Организации Объединенных Наций на Гаити.

## Конструкция
После банкротства компании Engesa в начале 1990 года её бывшие сотрудники приобрели права на внедорожник Engesa EE-4/EE-12 и, совместно с компанией Agrale, разработали улучшенную версию машины в период с 2003 по 2005 год, чтобы соответствовать спецификации для 1/2-тонного внедорожника с колёсной формулой 4x4 Viatura de Transporte Não Especializada (Неспециализированное транспортное средство, VTNE) для Вооружённых сил Бразилии, предназначенное для замены ранее находившихся на вооружении джипов. Agrale инвестировала в этот проект 11 миллионов долларов. 27 июля 2005 года внедорожник Marruá был принят на вооружение Бразильской армии.
Был разработан, чтобы быть универсальным, надёжным и простым в обслуживании транспортным средством. Marruá может пройти более 97.000 км испытаний и способен перевозить четырёх полностью экипированных солдат, противотанковые ракетные комплексы, безоткатные орудия, пулемёты или оборудование связи.

## История эксплуатации
Marruá поступил на вооружение как армии, так и морской пехоты Бразилии, а также армии Эквадора и Аргентины, причём последняя использует восемнадцать машин в рамках миротворческой миссии Организации Объединенных Наций на Гаити, начиная с 2009 года.

## Страны-эксплуатанты

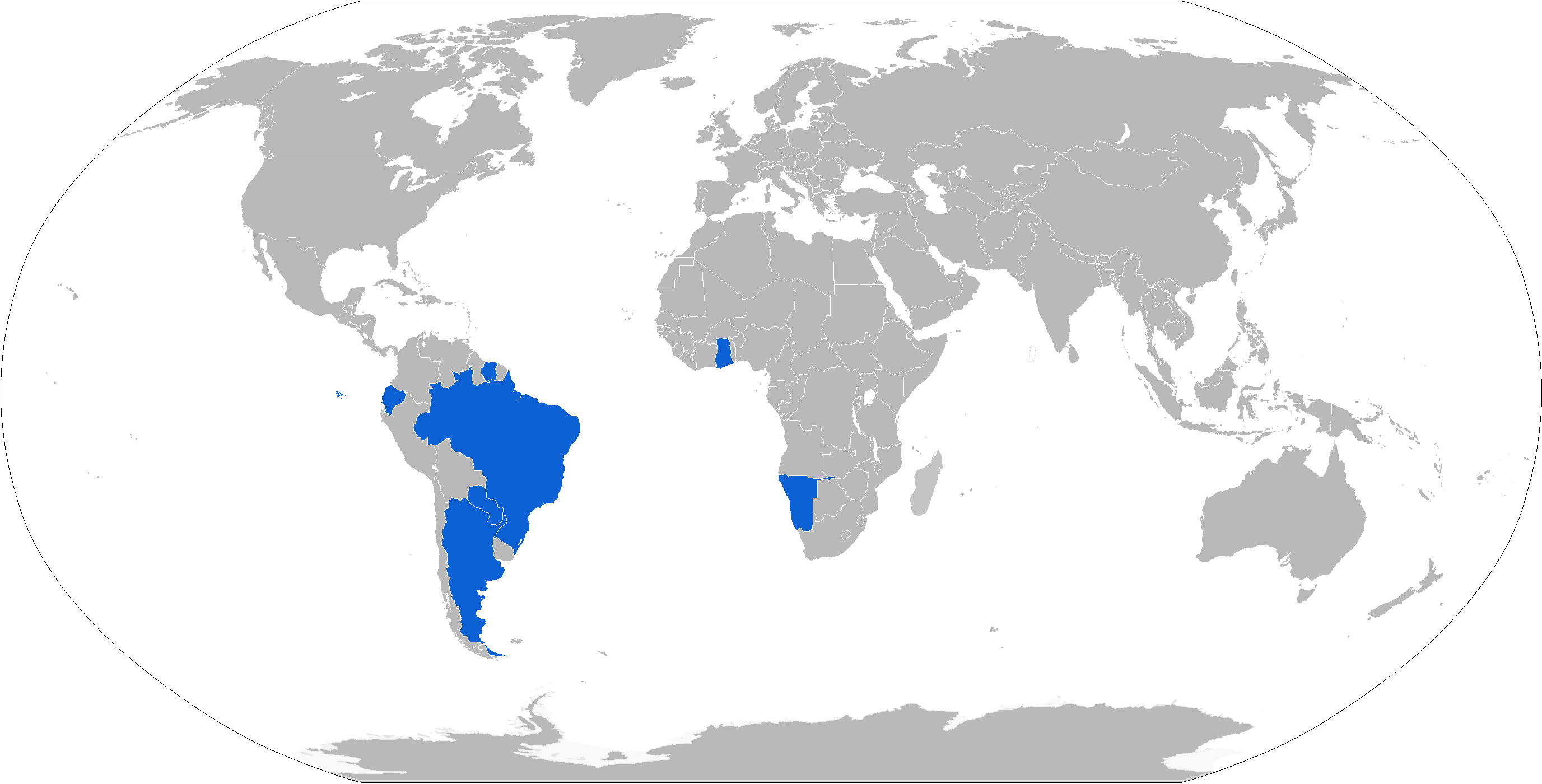
Карта операторов Agrale Marrua (выделены синим цветом)

Аргентина
- Сухопутные войска
- Военно-воздушные силы
- Морская пехота
- Национальная жандармерия

 Бразилия
- Сухопутные войска
- Военно-морские силы
- Военно-воздушные силы
- Морская пехота
- Военная полиция

 Эквадор
- Сухопутные войска

 Гана
- Вооружённые силы

 Намибия
- Вооружённые силы

 Парагвай
- Сухопутные войска 

 Перу
- Сухопутные войска

 Суринам
- Вооружённые силы

 ОАЭ
- Вооружённые силы

 Уганда
- Народные силы обороны 

## Тактико-технические характеристики

### Размеры
- Длина: 3,8 м
- Общая высота: 1,95 м
- Высота со сложенным лобовым стеклом: 1,4 м
- Ширина: 1,92 м
- Вместимость: 4-6 человек

### Вес
- Вес в рабочем состоянии: 1960 кг
- Вес брутто: 2460 кг

### Эксплуатационные качества
- Максимальная скорость: 128 км/ч
- Минимальная скорость: 4 км/ч
- Максимальный наклон: 60 %
- Максимальный боковой наклон: 30 %
- Глубина брода без трубки: 0,6 м
- Дорожный просвет: 0,26 м
- Угол сближения: 64°
- Угол вылета: 52°
- Максимальная грузоподъемность: 500 кг + прицеп весом 500 кг
- Запас топлива: 100 л
- Дальность полета: 1000 км (по дороге)

### Коробка передач
- Модель: Eaton FS 2305, механическая
- Передачи: 5 передач переднего хода и 1 передача заднего хода

### Двигатель
- Марка/модель: MWM 4.07TCA SPRINT-EII, дизельный четырёхцилиндровый двигатель объемом 2,8 литра, с водяным охлаждением
- Мощность: 132 л.с при 3600 оборотах в минуту